# Религия в Бразилии

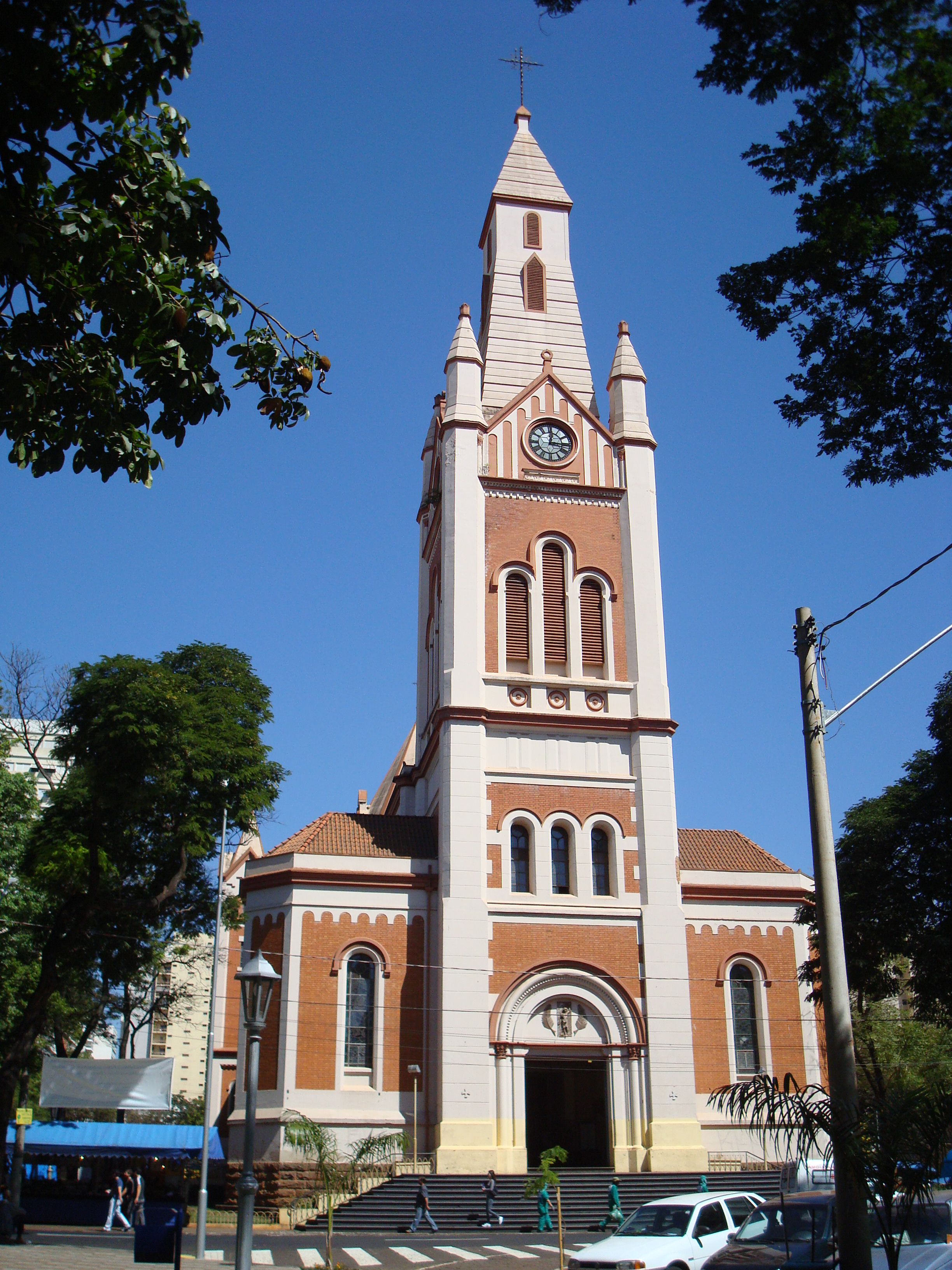
Кафедральный собор Римско-католической церкви в Рибейран-Прету

Федеративная Республика Бразилия — светская страна, в которой церковь официально отделена от государства. Конституция страны (статья 5) гарантирует свободу совести и религиозных убеждений.
Официальными праздниками в стране являются Рождество, Пепельная среда, Страстная пятница, Воскресение, Праздник Тела и Крови Христовых, День Богоматери Апаресиды, День поминовения усопших и День евангельских христиан. В некоторых регионах также отмечаются День святого Себастьяна, День святого Иоанна, День святого Георгия, День Богоматери Кармен, День успения Богородицы и Праздник непорочного зачатия.
Большинство граждан Бразилии исповедуют христианство (90,9 %, 2010 год).

## Христианство

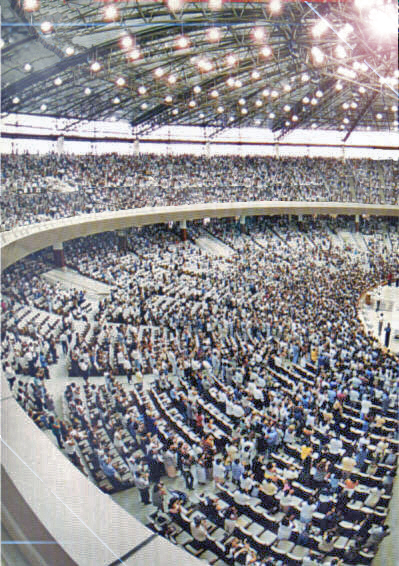
Богослужение в пятидесятнической церкви Рио-де-Жанейро

Первые христиане ступили на берег современной Бразилии в 1500 году; через полвека иезуитские миссионеры во главе с Мануэлом да Нобрегой приступили к миссионерской работе среди коренных жителей страны. После провозглашения независимости Бразилии (1822) Римско-католическая церковь была объявлена государственной; к этому времени подавляющее большинство жителей Бразилии были католиками.
В XIX веке волны европейской эмиграции принесли в страну верующих-протестантов, которые создавали свои церкви. Первая англиканская церковь появилась в 1819 году, лютеранская — в 1823, пресвитерианская — в 1862, баптистская — в 1871. По счислению 1872 г. католиков было 9 902 712 человек (8 391 906 свободных, 1 510 806 рабов). В 1910 году в Бразилии начали служение пятидесятнические миссионеры; в 1930-х годах в стране начинается мощное пятидесятническое пробуждение, продолжающееся до сих пор.
Крупнейшей церковью страны остаётся Римско-католическая (123 млн верующих, включая восточнокатолические церкви). В Бразилии также действует ряд католических церквей, порвавших отношения с Римом; самой крупной из подобных организаций является Бразильская католическая апостольская церковь (561 тыс.).
Численность пятидесятников и харизматов достигла 35 млн (или ок. 85 % всех протестантов). В стране также действуют крупные протестантские общины баптистов (2,784 млн), адвентистов седьмого дня (1,2 млн), лютеран (951 тыс.). Немало в стране и Свидетелей Иеговы (1,393 млн). Общая численность православных и верующих древневосточных православных церквей составляет 131,6 тыс. человек.

## Буддизм

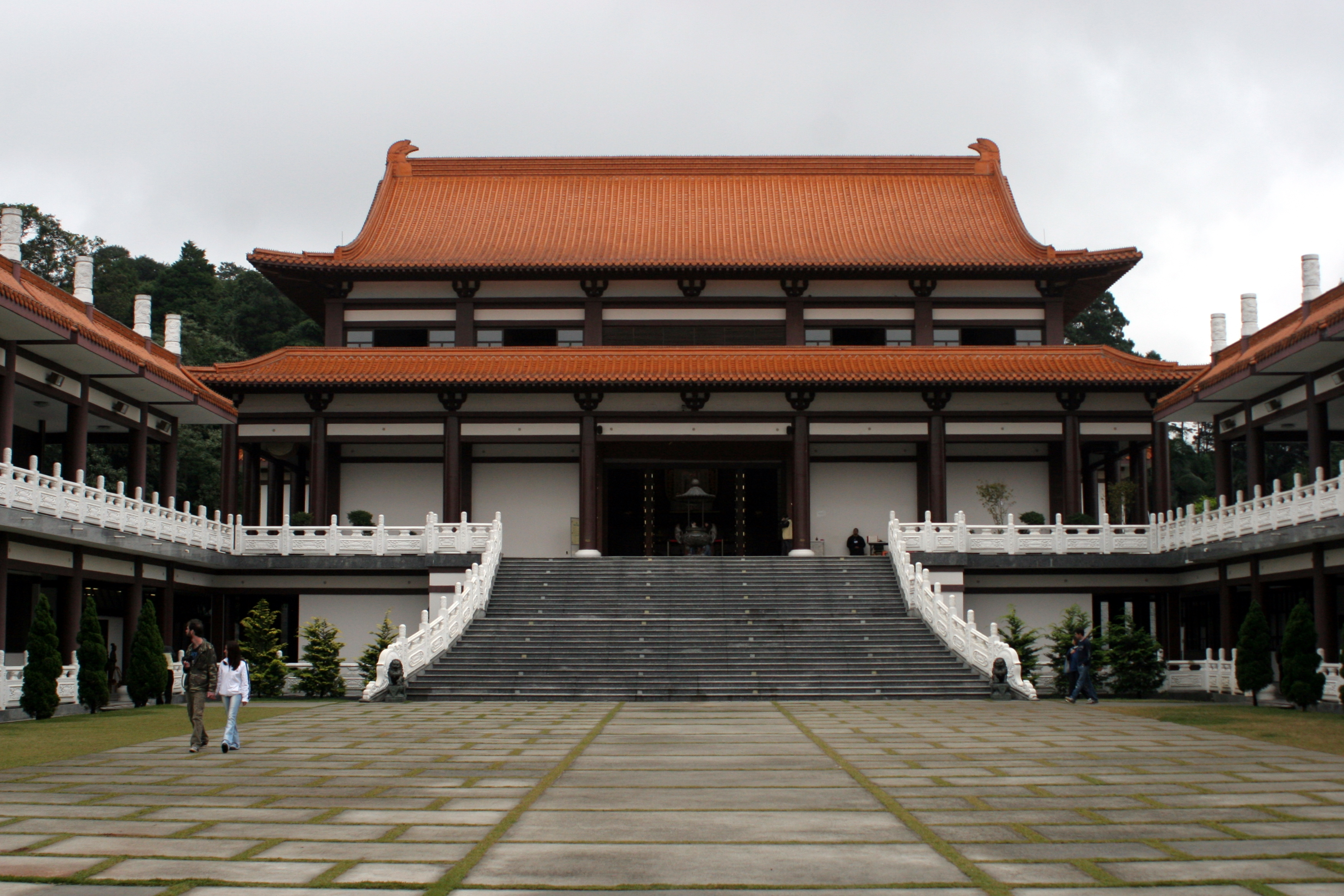
Буддийский храм в Сан-Паулу

В Бразилии находится крупнейшая в Латинской Америке буддистская община. В ходе переписи населения 2010 года 244 тыс. бразильцев назвали себя буддистами. Столь крупное число буддистов объясняется значительной японской диаспорой в стране. Среди японцев распространены школы Сото-сю, Нитирэн-сю, Хонмон Буцурю, Сока Гаккай, Дзёдо-синсю и дзен. В стране набирают популярность тиббетский буддизм (в традициях Гэлуг, Кагью, Ньингма и Сакья); среди китайской диаспоры распространён чань-буддизм, среди корейской — традиция сон.
В стране также имеются последователи необуддистских групп, таких как Кёдан абсолютной свободы.

## Ислам
Первые мусульмане завозились в Бразилию из Африки в качестве рабов ещё с середины XVIII века. С конца XIX века мусульманская община страны пополнялась переселенцами с Ближнего Востока и Юго-Восточной Азии. Первая мечеть была открыта в 1929 году в Сан-Паулу.

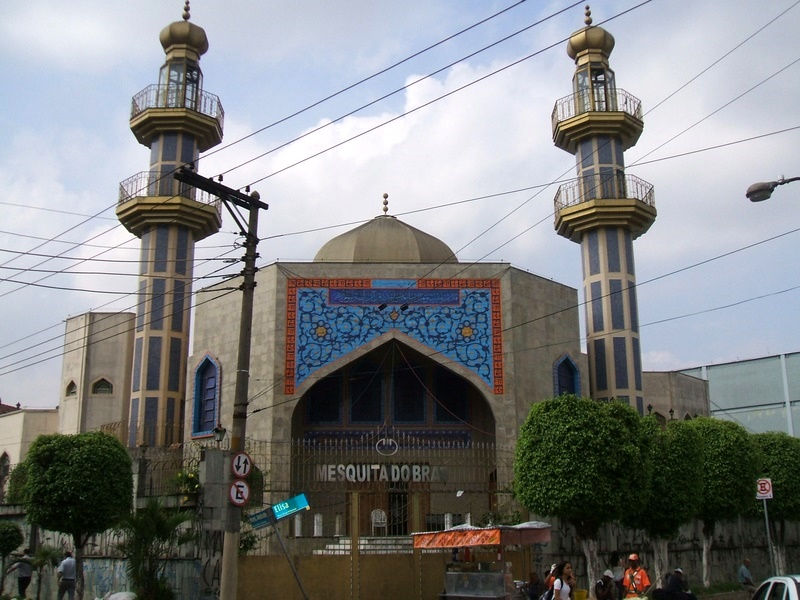
Мечеть в Сан-Паулу

Согласно бразильской переписи населения в 2010 году в стране было 35 тыс. мусульман. Сами мусульмане оспаривают эти цифры, утверждая, что в Бразилии проживает 1,5 млн последователей ислама. Впрочем, данные переписи населения действительно выглядят заниженными; «Энциклопедия религий» Дж. Мелтона насчитала в 2010 году в стране 204 тыс. мусульман; подобная цифра содержится и в отчёте Pew Research Center.
Значительные мусульманские общины расположены в городах Сан-Паулу, Рио-де-Жанейро, Куритиба и Фос-ду-Игуасу, а также в небольших городах в штатах Парана, Рио Гранде ду Сул, Сан-Паулу и Рио-де-Жанейро. По этнической принадлежности большинство бразильских мусульман — арабы и турки.
Основная часть последователей ислама — сунниты; шиитами являются небольшая часть иммигрантов из Азии. С 1986 года в стране действует движение ахмадие.

## Иудаизм

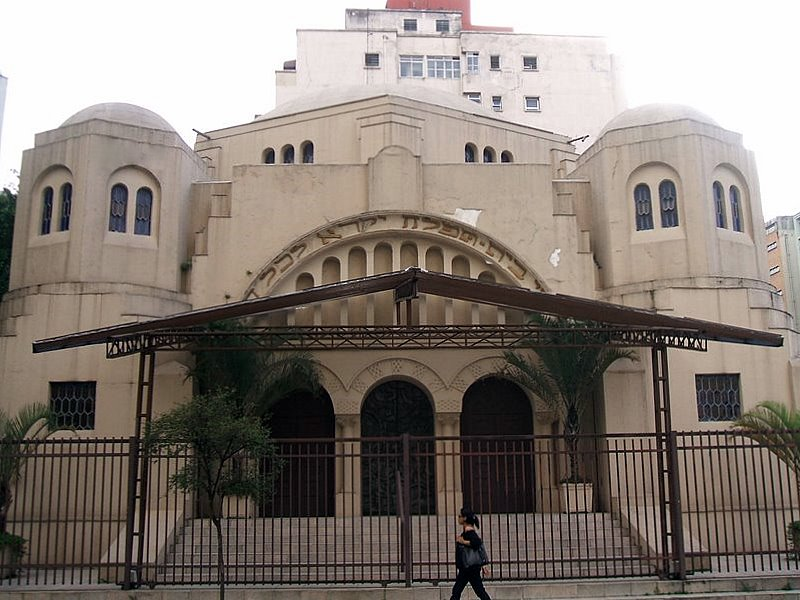
Синагога «Бетель» в Сан-Паулу

Первыми еврейскими поселенцами в Бразилии были марраны, прибывшие в начале XVI века с португальцами. Согласно сообщениям инквизиции, многие бразильские марраны были осуждены за тайное соблюдение иудейских традиций. В XVII веке в Голландской Бразилии евреи-марраны получили право открыто вернуться в иудаизм. В 1636 году в Ресифи была построена первая на американском континенте еврейская синагога. С изгнанием голландцев Бразилию принудительно покинули и евреи. 
Новая страница в истории бразильского иудаизма началась с обретением Бразилией независимости и провозглашением свободы вероисповедания. В начале XIX века в Бразилию переселяется значительное число марокканских сефардов. В 1824 году в Белене ими была отстроена синагога. Ко времени начала Первой мировой войны в Бразилии проживало 5-7 тыс. евреев, в ходе массовой эмиграции из Европы в 1920-х годах это число значительно выросло. Эмигранты из Польши, России, Украины и Белоруссии являлись ашкеназами.
Согласно Еврейской конфедерации Бразилии, в наши дни в стране проживает более 125 тыс. евреев; 65 тыс. из них сосредоточены в штате Сан-Паулу и 40 тыс. в Рио-де-Жанейро. По своему социальному статусу большинство евреев Бразилии принадлежат к среднему и высшему слоям общества. В стране действую ортодоксальные, консервативные и реформистские синагоги.

## Индуизм
Согласно данным «Энциклопедии религий» в 2010 году в стране проживало 11 тыс. индуистов. Считается, что первыми индуистами в Бразилии были синдхи, прибывшие в страну в 1960 году из Суринама. В 1970-х годах к ним присоединилось значительное число африканских индуистов, эмигрировавших из бывших португальских колоний (в первую очередь — из Мозамбик). Из Индии в Бразилию также приглашались преподаватели, профессоры, инженеры и компьютерщики. В стране имеются последователи и неоиндуистских течений, самым крупным из которых являются кришнаиты.

## Афробразильские религии

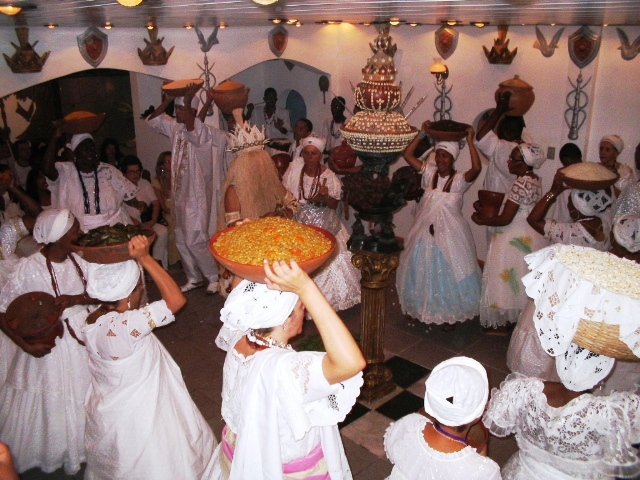
Обряд кандомбле

Рабы, завезённые в Бразилию, сохранили африканские традиционные культы, которые, переплетясь с католицизмом, спиритизмом и индейскими верованиями, превращались в Бразилии в новые синкретические религии. На протяжении долгого времени эти религии находились под запретом, лишь с конца XIX века получив некоторые свободы.
В штате Байя широко распространён культ кандомбле; в штате Рио-де-Жанейро — культ макумба (и его форма — кимбанда и умбанда); на севере страны — шанго. Среди других религий следует назвать батуке, культ Ифа, энкантарию, ксангё.
Жрецов и жриц афробразильских религий называют отцом и матерью богов. Часто жрецы живут в отдельных помещениях при террейросах — культовых храмах этих религий. В алтарном помещении террейроса хранятся языческие идолы, которым регулярно приносят еду. В последнее время террейросы всё чаще выступают в роли социальных центров, где можно получить информацию о здоровье, образовании и гражданских правах.
Многие африканские боги очень часто отождествляются с католическими святыми:
бог-громовержец Шанго со Иеронимом или Варварой;
его жена Ошун — с Девой Непорочного Зачатия и Девой Света;
бог войны Огун — с Антонием;
богиня моря Йемайя с Пресвятой Девой Марией;
богиня охоты Ошосси — со св. Георгием;
божество Земли Омолу — с Бенедиктом;
покровитель близнецов Ибежи — со святыми близнецами Космой и Дамианом;
Эшу — с Сатаной.
Впрочем, отождествление может варьироваться как от культа к культу, так и от штата к штату.
Согласно переписи населения в 2010 году крупнейшей афробразильской религией была умбанда (407 тыс.) и кандомбле (167 тыс.); численность приверженцев других религий данного типа составляла 14 тыс. человек.

## Местные верования
Несмотря на то, что большинство коренных народов Бразилии к началу XXI века успешно христианизировано, в стране по прежнему сохраняются местные индейские верования и религии (310 тыс.). К числу народов, среди которых преобладают местные верования относятся племена апуринан, баре, бороро, жамамади, канела, камбива, канамари, капинава, кокама, кулина, макуши, потигвара, тариана, терена, тремембе, трука, тукано, тупиникини, туша, уамуэ, хупда, шакриаба, шоко-карири и яномамо.
С 1930-х годов в бразильских городах распространяются культы, основанные на употреблении аяуаски.

## Другие

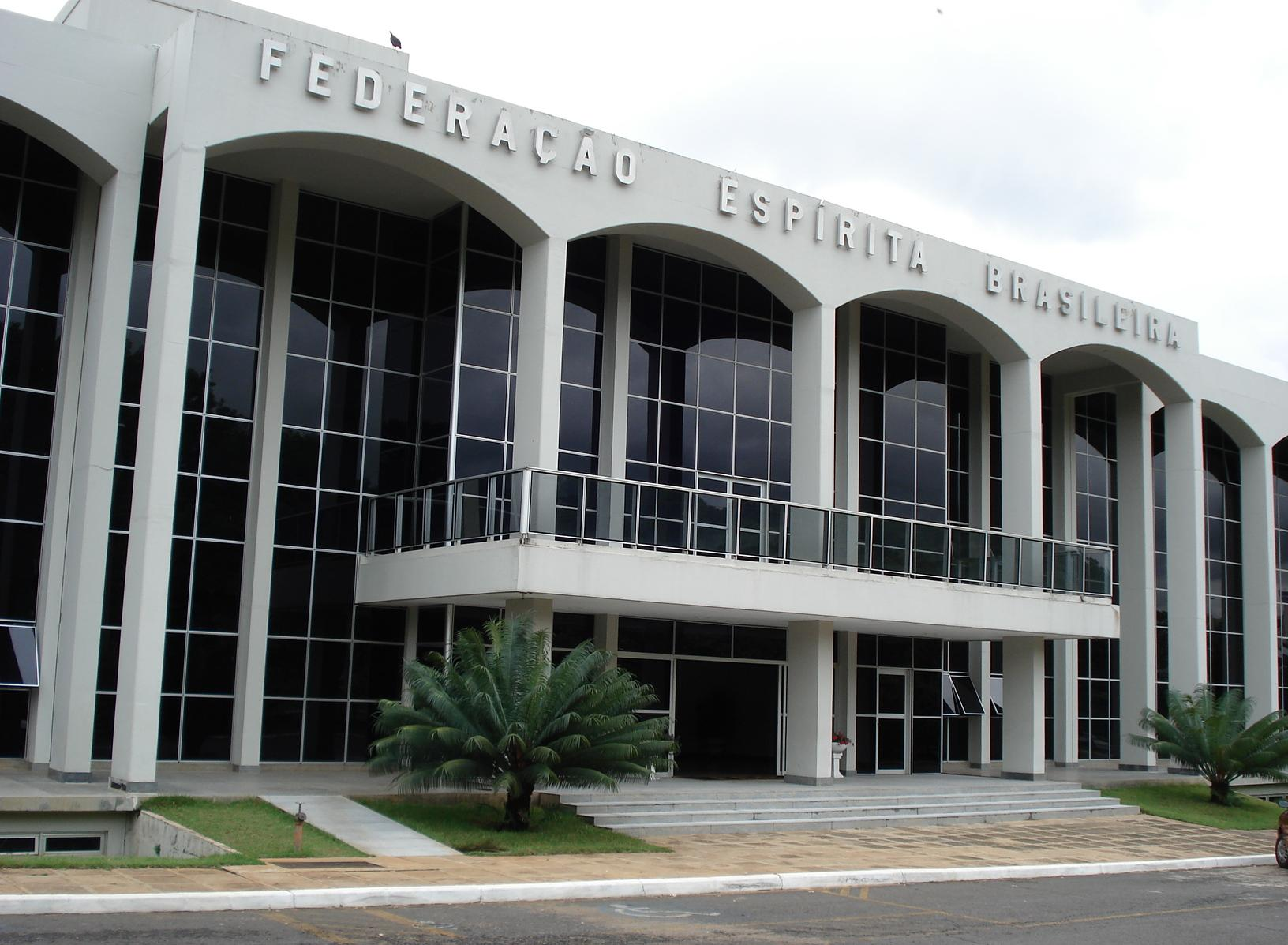
Бразильская федерация спиритистов

С середины XIX века, под влиянием работ Аллана Кардека в Бразилии распространяются практики спиритизма. В настоящее время к спиритистам себя относят 3,8 млн бразильцев.
Вера бахаи проникла в Бразилию в 1919 году; в 1928 году бахаи создали Местное духовное собрание Бразилии. Согласно Всемирной христианской базе данных в 2005 году община бахаи насчитывала в стране 42 тыс. человек.
В Бразилии также возрождается неоязычество и движение Нью эйдж (в первую очередь викка и неодруидизм). Среди других религий следует назвать сторонников китайской народной религии (46 тыс.), синтоистов (8 тыс.) и растафариан.
В ходе переписи 2010 года 15 млн бразильцев (8 % населения) объявили себя неверующими; в том числе 615 тыс. — атеистами и 124 тыс. — агностиками.